# Tabitha Smith
Tabitha Smith egy kitalált szereplő, szuperhős a Marvel Comics képregényeiben. A szereplőt Jim Shooter és Al Milgrom alkotta meg. Első megjelenése a Secret Wars II ötödik számában volt, 1958 novemberében.
Tabitha mutáns, aki képes pszichonikus energialabdáka létrehozni amik kis idő elteltével felrobbannak. Tagja volt a rövid életű X-Terminátorok nevű csapatnak, majd csatlakozott az Új Mutánsokhoz, az X-Erőhöz. Legutóbb a Nextwave című képregény címszereplő csapatának, az Újhullámnak a tagjaként szerepelt. Első megjelenése óta számos fedőnevet használt. Ezek között szerepelt az Időzített Bomba, a Bumm Bumm és a Magolvadás is.